# Bunčani
Bunčani so naselje v Občini Veržej.
Vas Bunčani se nahaja v osrčju Murskega polja, sredi rodovitnih ravnic. Vas se v deželnoknežjem otokarskem urbarju omenja že v letih 1265 - 1267 pod imenom Walthershof. Tu je nekdaj stal strelski dvorec za obrambo pred Madžari. Zgodovinski razvoj vasi je bil v zgodovini močno povezan z reko Muro. V vasi zdaj živi okrog 200 prebivalcev, ki se povečini ukvarjajo s kmetijstvom, nekaj pa je zaposlenih v bližnji okolici.
Osrednji del, kjer se nahajajo lepo obnovljene kmečke domačije, je zaščiten kot kulturni spomenik. V preteklosti in  tudi danes pa so Bunčani poznani v kasaškem športu in odličnih tekmovalnih konjih. Zgodovinski viri pravijo, da je ob koncu 19. in začetku 20. stoletja na kasaških dirkah tekmovala tudi kobila Minka, ki je bila najhitrejša kobila kmečke reje v takratni Avstro-Ogrski. V vasi delujeta Prostovoljno gasilsko društvo Bunčani z več kot 100 letno tradicijo in Športno društvo Bunčani.